# Heinz Günther Konsalik

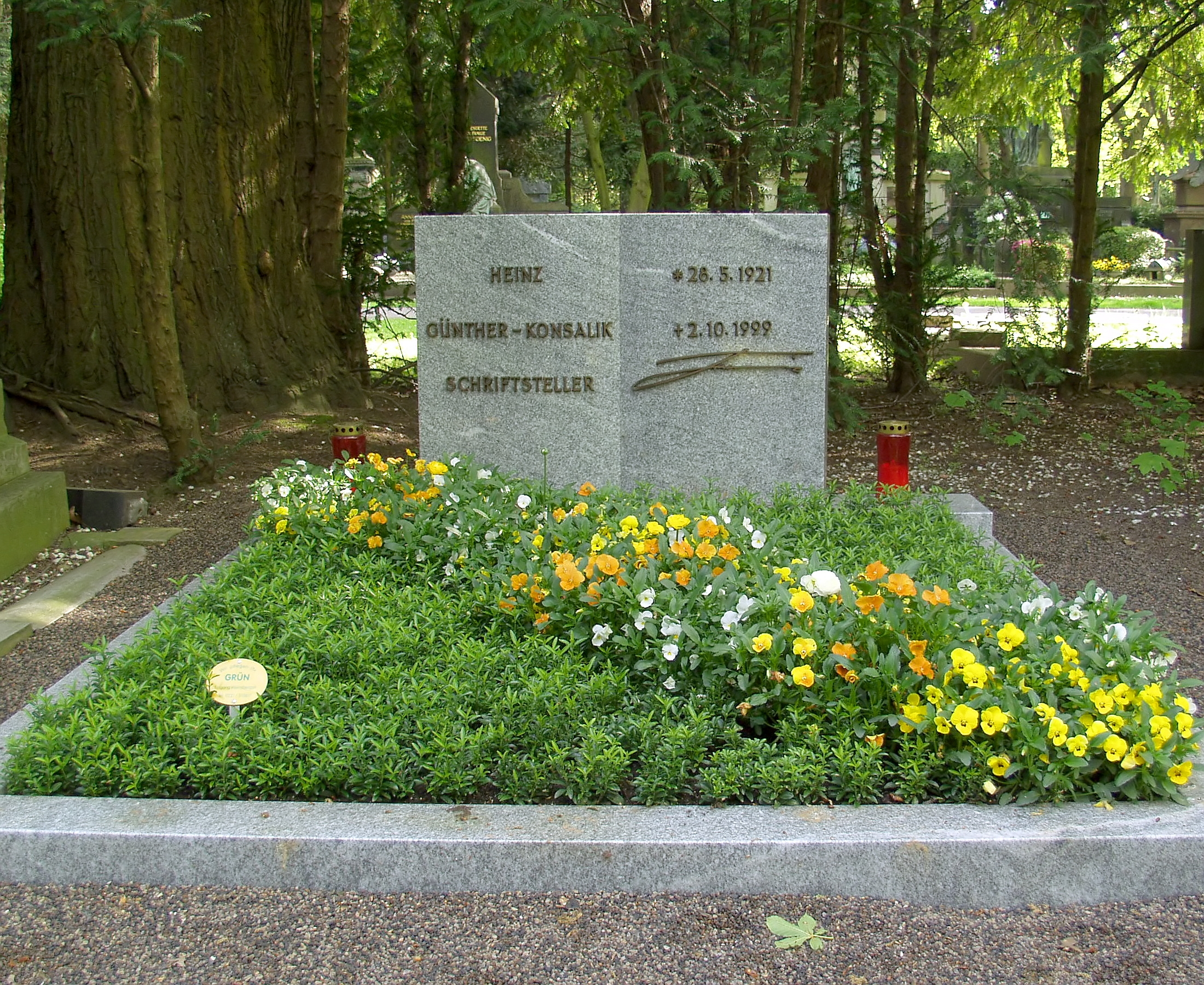
Tumba de Heinz Gunther en Colonia.

Heinz Günther Konsalik,  pseudónimo de Heinz Günther (Konsalik era el apellido de soltera de su madre) , (Colonia, 28 de mayo de 1921-Salzburgo, 2 de octubre de 1999) fue un escritor alemán. Fue militar y corresponsal de guerra durante la Segunda Guerra Mundial, experiencia que plasmó en sus obras.

## Biografía
Por voluntad paterna, estudió medicina, mientras realizaba en secreto estudios de teatro, literatura alemana y periodismo. Con el estallido de la Segunda Guerra Mundial se vio obligado a abandonar la Universidad, después de haber sido incorporado a la Wehrmacht y enviado al frente ruso, donde fue herido de gravedad. Después de la guerra comenzó una carrera como escritor y dramaturgo, ocupando el cargo de redactor jefe de un periódico en Colonia.
Fue asesor literario de una editorial especializada en la publicación de obras de teatro. En su madurez, después de la intensa experiencia de la guerra, publicó sus primeras novelas, de las cuales la más conocida es El médico de Stalingrado, con la que se convirtió en uno de los autores alemanes más conocidos y populares de la era de la posguerra y que en 1958 fue convertida en película. Publicó casi doscientas novelas, en las que el tema principal es la guerra y la medicina, y diversos relatos traducidos a 42 idiomas, vendiendo cerca de 100 millones de copias.

## Obras
- Agenten kennen kein Pardon
- Alarm! Das Weiberschiff
- Aus dem Nichts ein neues Leben
- Bluthochzeit in Prag
- Das Bernsteinzimmer
- Das geschenkte Gesicht
- Das Herz der 6. Armee
- Der Arzt von Stalingrad
- Der Himmel über Kasachstan
- Der Leibarzt der Zarin
- Der letzte Karpatenwolf
- Der Mann, der sein Leben vergaß
- Der rostende Ruhm
- Der Wüstendoktor
- Des Sieges bittere Tränen
- Die dunkle Seite des Ruhms
- Die Rollbahn
- Die schweigenden Kanäle
- Die strahlenden Hände
- Die Verdammten der Taiga
- Dr. med. Erika Werner
- Ein Komet fällt vom Himmel
- Ein Sommer mit Danica
- Ein toter Taucher nimmt kein Gold
- Eine Urwaldgöttin darf nicht weinen
- Engel der Vergessenen
- Frauenbataillon
- Fronttheater
- Haus der verlorenen Herzen
- Ich beantrage Todesstrafe
- Liebe am Don
- Liebesnächte in der Taiga
- Ninotschka, die Herrin der Taiga
- Privatklinik
- Schicksal aus zweiter Hand
- Sie fielen vom Himmel
- Strafbataillon 999
- Viele Mütter heißen Anita
- Wen die schwarze Göttin ruft
- Wer stirbt schon gerne unter Palmen
- Zerstörter Traum vom Ruhm
- Zum Nachtisch wilde Früchte